# Castromarín (freguesía)
Castromarín es una freguesia portuguesa del municipio de Castromarín, con 79,21 km² de área y 3 047 habitantes (2001). Densidad: 38,5 hab/km².

## Patrimonio
- Castillo de Castromarín
- Fuerte de San Sebastián, fuerte y baluartes que se unen al castillo
- Rollo de Castromarín

- Datos: Q1854919
- Multimedia: Castro Marim (freguesia) / Q1854919